# Associazione Polisportiva Savoia 1908 1970-1971
Questa voce raccoglie le informazioni riguardanti il Savoia nelle competizioni ufficiali della stagione 1970-1971.

## Stagione
La stagione 1970-1971 fu la 49ª stagione sportiva del Savoia.
Serie C 1970-1971: 10º posto

## Divise
| Manica sinistra · Maglietta · Manica destra · Pantaloncini · Calzettoni |

## Organigramma societario
Area direttiva
- Presidente:  Gianni Russo
- Vice presidente: Giuseppe Russo
- Dirigenti: Longobardi, Fusco

Area organizzativa
- Segretario generale: Gennaro Cirillo

Area tecnica
- Allenatore:  Emilio Zanotti poi
 Savini e  Gonnella dalla 24ª poi
 Augusto Vaccari dalla 32ª

Area sanitaria
- Medico sociale: Antonio Ciniglio
- Massaggiatori: Attanasio, Di Ruocco

## Rosa
| N. |                   | Ruolo | Calciatore                |
| -- | ----------------- | ----- | ------------------------- |
|    | Italia (bandiera) | P     | Pacifico Cuman (capitano) |
|    | Italia (bandiera) | P     | Luigi Reali               |
|    | Italia (bandiera) | P     | Giacomo Rosso             |
|    | Italia (bandiera) | D     | Giuseppe Pappalettera     |
|    | Italia (bandiera) | C     | Pietro Gonella            |
|    | Italia (bandiera) | A     | Salvatore Mautone         |
|    | Italia (bandiera) | A     | Lino Villa                |
|    | Italia (bandiera) |       | Salvatore Albano          |
|    | Italia (bandiera) |       | Attilio Andreoli          |
|    | Italia (bandiera) |       | Giuseppe Calafati         |
|    | Italia (bandiera) |       | Gennaro Cavallino         |
|    | Italia (bandiera) |       | Giuliano Ciravegna        |
|    | Italia (bandiera) |       | Doriano Crocco            |
|    | Italia (bandiera) |       | D'Auria                   |

| N. |                   | Ruolo | Calciatore        |
| -- | ----------------- | ----- | ----------------- |
|    | Italia (bandiera) |       | Rolando Gramoglia |
|    | Italia (bandiera) |       | Giulio Griffi     |
|    | Italia (bandiera) |       | Maiorano          |
|    | Italia (bandiera) |       | Livio Marcello    |
|    | Italia (bandiera) |       | Luigi Mazza       |
|    | Italia (bandiera) |       | Sandro Minto      |
|    | Italia (bandiera) |       | Moretti           |
|    | Italia (bandiera) |       | Mario Moriggia    |
|    | Italia (bandiera) |       | Poggiali          |
|    | Italia (bandiera) |       | Davide Savini     |
|    | Italia (bandiera) |       | Aniello Scudieri  |
|    | Italia (bandiera) |       | Trentola          |
|    | Italia (bandiera) |       | Concetto Vecchio  |

## Calciomercato
| Acquisti | Acquisti    | Acquisti | Acquisti |
| R.       | Nome        | da       | Modalità |
| -------- | ----------- | -------- | -------- |
| P        | Luigi Reali | Inter    | prestito |

| Cessioni | Cessioni | Cessioni | Cessioni   |
| R.       | Nome     | a        | Modalità   |
| -------- | -------- | -------- | ---------- |
|          |          |          | definitivo |